# Things Happened Here
Things Happened Here ist ein Jazzalbum der Formation Kansas Smitty’s. Die 2019 in London entstandenen Aufnahmen erschienen im Juni 2020 als Langspielplatte bzw. als Download auf dem Label Ever/!K7.

## Hintergrund
Kansas Smitty’s ist eine Live-Musik-Bar am Broadway Market in Hackney im Nordosten Londons. Es ist auch der Name der achtköpfigen Band, die 2012 entstand und mittlerweile den Veranstaltungsort leitet und für ihre Auftritte nutzt. Geleitet wird die Gruppe von dem amerikanischen Saxophonisten und Klarinettisten Giacomo Smith. Things Happened Here ist das dritte Album der Band, das sich dadurch auszeichnet, dass die Band darauf erstmals ihre „eigene Musik“ kreiierte; zuvor erschienen – neben mehreren EPs – The Kansas Smitty's House Band (2015) und Broadway 2018, wo sich die Band „an diversen Künstlern orientiert, frühen Jazz und alle möglichen Facetten des Jazz nachgespielt“ hat. Alle Stücke auf dem Album wurden vom Bandleader und Gründer Giacomo Smith komponiert.

## Titelliste
- Kansas Smitty's: Things Happened Here (Ever Records EVER101LP)

1. Riders
2. Dreamlane
3. Two Dancers
4. Sambre Et Meuse
5. Alcazar
6. Temple of Bel
7. Sunnyland
8. Things Happened Here
9. Judgement

## Rezeption
Nach Ansicht von Dave Gelly, der das Album in Jazz Journal rezensierte und mit vier Sternen auszeichnete, sei die Orchestrierung mit nur drei Blasinstrumenten genial und effektiv. „Kansas Smitty klingt so, wie es sich anhört, wenn die Bandmitglieder wirklich in der Musik sind. Ich habe dieses Album wiederholt gespielt, weil es so sympathisch, unprätentiös sicher und angenehm ist.“
im Guardian meinte Dave Gelly, Kansas Smitty’s sei eine Band, die nicht im entferntesten wie einer ihrer Zeitgenossen klinge. „Sie spielt ein verständnisinniges, manchmal etwas schiefes Flickwerk von Jazzstilen aus der Vergangenheit, gefiltert durch Hörgewohnheiten und Verständnis des 21. Jahrhunderts.“ Dies sei weder Persiflage noch Parodie, es klinge vielmehr erfrischend und mache oft Spaß. Dieses sei bisher das ehrgeizigste Album der Band. Die verschiedenen Flicken seien mittlerweile so gut ins Ganze integriert, dass ihre Ursprünge oft nur wie schwache, flüchtige Echos wirkten. Es seien die Texturen, die Harmonien, das plötzliche, lebendige Aufblitzen einer Klarinette, die ihre Musik auszeichnen, so Gelly. Herausragend unter den neun Titeln seien die brütende, vage ellingtonhafte Eröffnungsnummer „Riders“ und das unwiderstehlich groovige „Sunnyland“. Dieses Stück, mit großartigen Schlagzeugspiel von Will Cleasby, ist dem Bluespianisten Sunnyland Slim gewidmet, schafft es aber auch, einen Hauch von Karibik einzuführen. Eine der Freuden von Kansas Smitty’s sei, das man nie wisse, was als Nächstes komme.
Dave Sumner zählte in Bandcamp Daily das Album zu den besten Neuveröffentlichungen des Monats und meinte, es mache einen „süchtig, wie das Ensemble Kansas Smitty’s mit einer dichten, umschließbaren Melodie die Tür jedes Songs öffnet und sich dann begeistert auf die andere Seite stürzt, um zu sehen, wohin das alles führt.“ Es gebe dabei eine gute Balance zwischen New-School- und Old-School-Sounds, wobei keiner den anderen jemals wirklich in den Schatten stelle. Diese Gruppe bringt bei Things Happened Here die Elektrizität einer Live-Show auf das aufgenommene Medium, so der Autor.
Peter Jones (London Jazz News) notierte, insbesondere der Geist von Duke Ellington spiele im gesamten Unternehmen eine große Rolle, insbesondere auf diesem Album, auf dem klagenden und straff arrangierten „Sambre et Meuse“ mit seinen unterschiedlichen Tempi und rhythmischen Stilen, die von der Swing-Ära zum Bop und wieder zurück variieren. Diese Variationen verwandelten die Melodie in eine Mini-Suite, und eine ähnliche Technik wird für den Titeltrack verwendet. Aber hier ist viel mehr los als Retro-Jazz – an Stellen höre man Miles-Davis-ähnliche Modi, Blues, etwas prahlerischen Funk und sogar einen Hauch von karibischer Musik. Zuweilen sei die Musik „unheimlich, dann magisch, unmöglich festzuhalten“, resümiert Jones. Hier sei eine vielfältige Freude zu erleben, vom Anfang bis zum Ende.
Graham Clark schrieb in der Yorkshire Times, dieses kinoartig wirkende Album beinhalte Einflüsse aus über hundert Jahren Jazzgeschichte von Django Reinhardt bis Ahmad Jamal, gemischt mit der musikalischen Stimmung von Claude Debussy und sogar Brian Eno. Der Eröffnungstitel „Riders“ klinge wie aus dem französischen Filmsoundtrack der 1960er-Jahre. „Sambre et Meuse“ sei offenbar von einem Schlachtfeld im Ersten Weltkrieg und den beiden gleichnamigen Flüssen inspiriert, die in Belgien fließen. „Temple of Bel“ komme mit einem osteuropäischen Touch daher, der um einen Bläser-geführte Hookline herum aufgebaut wurde. Der Track sei einer der attraktivsten auf dem Album.